# 津軽承昭
津軽 承昭（つがる つぐあきら）は、江戸時代後期の大名、明治から大正前期にかけての華族。位階爵位は従一位伯爵。
陸奥国弘前藩12代（最後）藩主、初代（最後）藩知事。和歌にも優れていたと言われている。
昭和天皇の皇子女の配偶者2人（池田隆政、正仁親王妃華子）の曾祖父でもある。

## 生涯
熊本藩主・細川斉護の四男として江戸にて誕生。初名は細川護明（ほそかわ もりあきら）。安政4年（1857年）6月28日、弘前藩11代藩主・津軽順承の婿養子となり、その偏諱を受け津軽承烈（つぐてる）と名乗り、後に承昭と改名した。同年12月16日、従五位下・土佐守に叙任する。後に越中守に改める。安政5年（1858年）11月23日、従四位下に昇進する。安政6年（1859年）2月7日、養父の隠居で家督を継ぐ。藩政においては洋式軍備の増強に努めた。
明治元年（1868年）の戊辰戦争では、当初は新政府に従う。しかし5月、奥羽越列藩同盟に参加する。7月に中央の政局の情報を受け、官軍に与して箱館戦争などで功績を挙げたため、戦後に新政府より1万石を加増された。明治2年（1869年）6月24日、版籍奉還により知藩事となる。明治4年（1871年）7月14日、廃藩置県で免官、東京へ移る。明治11年（1878年）、麝香間祗候を命じられる。明治17年（1884年）に伯爵となる。
その後は第十五国立銀行取締役となる。大正5年（1916年）7月19日、77歳（満75歳）で死去した。跡を養子の英麿（近衛忠房次男）が継いだ。実子の楢麿は分家して男爵となっている。

## 栄典
位階
- 1916年（大正5年）7月19日 - 従一位[1]

勲章等
- 1884年（明治17年）7月7日 - 伯爵[2]
- 1889年（明治22年）11月25日 - 大日本帝国憲法発布記念章[3]

## 家族
- 父：細川斉護
- 母：青木甚之助の娘
- 養父：津軽順承
- 正室：常姫、明光院 - 津軽順承の四女
- 継室：津軽尹子（1849年 - 1900年）、信姫 - 近衛忠煕の六女
- 側室：多津 - 田中彦四郎の娘
- 側室：阿弥 - 伊勢屋万助の娘
- 生母不明の子女
  - 次男：津軽楢麿 - 分家を興し男爵に叙爵。
  - 女子：津軽理喜子 - 津軽行雅（細川行真庶子）夫人。三男に渋沢言忠。
  - 女子：津軽寛子（のりこ） - 徳川義恕夫人
- 養子
  - 男子：津軽英麿（1872年 - 1919年） - 近衛忠房の次男
- 曾孫：池田隆政、正仁親王妃華子

## その他
- 初代藩主津軽為信が豊臣秀吉から拝領し、歴代藩主が受け継いできた太刀「友成」を高照神社に寄進した[4]。この太刀は2020年現在、神社横に建設された高岡の森弘前藩歴史館に収蔵されている。
- 軽井沢に建てたあめりか屋建築の洋館別荘は、「神言会軽井沢修道院[5]」として現存している。ただしこの別荘は、その竣工が承昭の死後である1918年頃とされていることから[6]、使用したのは彼の家族と考えられる。なお、ひ孫である華子（正仁親王妃）も少女時代から軽井沢に度々滞在していたことで知られるが、この別荘を使用していたかどうかは不明。